# Współczynnik masy powietrza
Współczynnik masy powietrza (AM od angielskiego air mass) – parametr stosowany w fotowoltaice. Jest to stosunek drogi optycznej, jaką musi przebyć promień słoneczny przechodzący przez atmosferę, do najkrótszej możliwej drogi, gdy Słońce znajduje się w zenicie. Wyraża się go wzorem:
{\displaystyle AM={\frac {l}{l_{Z}}}\approx {\frac {1}{\cos \theta }},}
gdzie:
{\displaystyle \theta } – kąt zenitalny.